# لئون ورت
لئون ورت (به فرانسوی: Léon Werth) رمان‌نویس، مقاله‌نویس، روزنامه‌نگار و منتقد قرن نوزدهم میلادی اهل فرانسه است.
در مقدمهٔ داستان شازده کوچولو، آنتوان دو سنت‌اگزوپری به این شخص اشاره کرده‌است.